# TUARON
TUARON  jest międzynarodową korporacją scoutingową talentów, modeli i sportowców, wytwórnią płytową oraz wydawcą z siedzibą na Łotwie. Firma została założona po raz pierwszy w 2004 roku i uważana jest za wpływowego gracza w branży agencji talentów, zarządzającą licznie klientami. TUARON oferuje spersonalizowane rozwiązania dla artystów, modeli, sportowców, influencerów oraz różnych talentów, którzy potrzebują profesjonalnego zarządzania w celu kreowania i rozwijania swojej kariery.

## Historia
Wytwórnia muzyczna TUARON została założona w 2004 roku. Celem wytwórni było wsparcie utalentowanych muzyków. Firma zarządza, publikuje i dystrybuuje albumy łotewskich i zagranicznych artystów różnych gatunków muzycznych.
Nazwa firmy zmieniała się na przestrzeni lat - Tuaron Music, Tuaron Management lub Tuaron. W 2018 roku Tuaron przeprowadził rebranding swojej marki. Wytwórnia TUARON otrzymała nową koncepcję współpracy z artystami oraz zarejestrowany znak towarowy z wielkimi literami.
Dystrybutorem jest amerykańska firma Symphonic Distribution.
Na początkowym etapie katalog opierał się na wydaniach artystów, z którymi Anton Sova współpracował w czasie założenia wytwórni: wokalistów Artura Bosso, Andreya Boldara i Alexa Lunę, artystę hip-hopowego Kal1br, łotewskich artystów Giacomo i Andreya Klad.
Pierwszym wydawnictwem wytwórni, 12 lutego 2012 roku, był singiel ukraińskiego wokalisty Artura Bosso, opracowany do muzyki szwedzkiego zespołu muzycznego BWO (Bodies Without Organs), z piosenki "Sunshine In The Rain" pod oryginalnymi tekstami i tytułem "Amsterdam". Po podpisaniu kontraktów z wokalistami Alexem Luną i Andreym Boldarem, katalog został poszerzony o ich debiutanckie single "Hands to the heavens" i "Not together".

## Dyskografia
- 2012 – Artur Bosso – Amsterdam
- 2012 – Giacomo – Jestem niewolnikiem miłości
- 2012 – Giacomo – Pamięć. Wspomnienia
- 2012 – Giacomo & Chehonte – Dzień. Rok. Nieskończoność
- 2016 – Kal1br feat. Anubis – W górę
- 2016 – Alex Luna – Ręce ku niebu
- 2016 – Kal1br – Czas
- 2016 – Andrew Boldar – Tyle fałszywości
- 2016 – Andrey Klad – Być jednym
- 2017 – Andrew Boldar – Nie razem

## Filmografia
- 2021 – Bóg wybacza